# Kärnpor

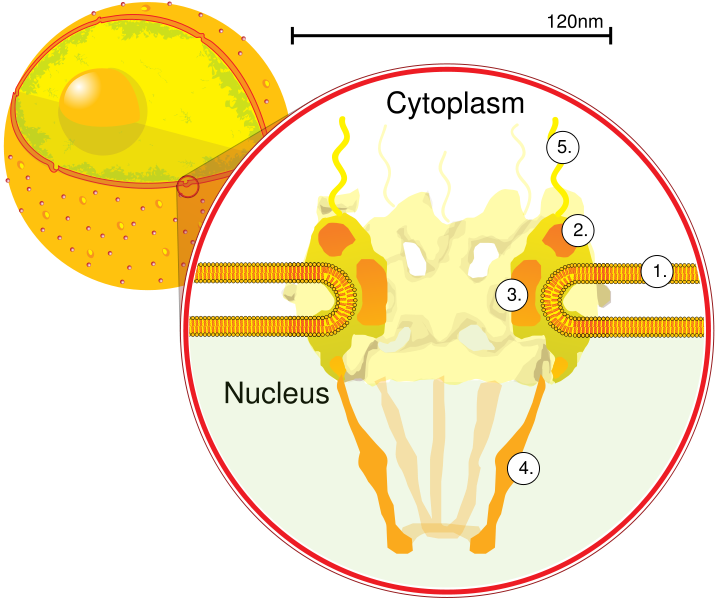
Kärnporens fem beståndsdelar.

Kärnporer eller nuclear pores är öppningar av protein i dubbelmembranet på cellkärnan i eukaryota celler. De består av stora proteinkomplex som perforerar både cellkärnans inre och yttre membran. I snitt finns det ungefär 2000 kärnporkomplex per cellkärna, men antalet kan variera under olika steg av cellcykeln. Varje kärnpor består av över 465 proteiner av åtminstone 30 olika typer, som kollektivt kallas nukleoporiner. Nukleoporinerna består dels av proteiner med väl bestämd struktur, samt en stor del proteiner med i stort sett oveckad struktur bestående främst av fenylalanin-glycin-upprepningsmönster, dessa kallas FG-nukleoporiner.
Kärnporernas funktion är att transportera vattenlösliga proteiner över dubbelmembranet, exempelvis sker uttransport av RNA samt ribosomer, samt intransport av  proteiner (såsom DNA-polymeras och laminer), kolhydrater, signalmolekyler såsom transkriptionsfaktorer, samt lipider.

## Intransport av proteiner
Proteiner som skall transporteras in, oavsett om de är enzymer (såsom DNA-polymeras) eller transkriptionsfaktorer, har alla en så kallad kärnlokaliseringssignal, eller nuclear localization signal, vilket är en peptidsekvens som proteinet importin kan binda till. Kärnporkomplexet känner igen importinet och drar det genom membranet. Med importinet följer alltså de proteiner det bundit till.